# Seznam osebnosti iz Občine Ribnica

## Do 19. stol.
- Jernej Arko (22. avgust 1794, Dolenja vas, Ribnica – 14. september 1868, Novo mesto), duhovnik, nabožni in narodnogospodarski pisatelj.  Za svoje delo na duhovnem, kulturnem in narodnoizobraževalnem področju je bil odlikovan z viteškim redom Franca Jožefa.
- Marina Češarek (ok. 1660, Ribnica – 1. april 1701, Ribnica), ena zadnjih obsojenih čarovnic na ribniško-kočevskem območju. Zapisnik o sojenju in mučenju je pisatelju Francu Jakliču služil kot podlaga za zgodovinsko povest Zadnja na grmadi.
- Ignacij Holzapfel (15. julij 1799, Tržič – 21. januar 1868, Ribnica), duhovnik, pisatelj. V Ribnici je od 1848 do 1868 deloval kot dekan. Prizadeval si je za uveljavljanje slovenske posvetne poezije. Bil je sodelavec Kranjske čbelice.
- Luka Knafelj (ok. 1621, Ribnica – 19. junij 1671, Dunaj, Avstrija), ustanovitelj zasebnega štipendijskega sklada Knafljeva ustanova na Dunaju.
- Sigismund Lichtenberg, plemeniti (25. april 1688, Ortnek – 17. marec 1765, Ljubljana), duhovnik, redovnik, jezuit
- Jakob Petelin Gallus (1550, Ribnica – 21. julij 1591, Praga, Češka), skladatelj. Pisal je maše, madrigale, motete. Po njem se imenuje jubilejna značka Javnega sklada Republike Slovenije za kulturne dejavnosti, Gallusova značka, ki jo prejmejo posamezniki za aktivno udejstvovanje na področju ljubiteljske glasbene dejavnosti ter najvišje priznanje za udejstvovanje na glasbenem področju, Gallusova plaketa.
- Traven Janez Adam (25. december 1781, Dob pri Domžalah – 19. september 1847, Ribnica), teolog, cerkveni skladatelj, duhovnik. Od leta 1833 do svoje smrti je v Ribnici deloval kot dekan in šolski nadzornik.
- Anton Rudež (8. april 1757, Kobjeglava – 14. november 1829, Ribnica), graščak. Zbiralec in zapisovalec ljudskih pesmih iz ribniške doline. Vodnikov prijatelj. Prav tako Zoisov in Kopitarjev. Valentin Vodnik je Rudežu pogosto v presojo zaupal svoje slovarsko delo.
- Jožef Rudež (30. avgust 1793, Ribnica – 29. marec 1846, Ribnica), etnograf. Preučeval in pisal je o Kočevju in Kočevarjih. K temu ga je spodbujal tudi Jernej Kopitar, ki je bil njegov mentor.

## 19. stol.
- Andrej Andolšek (27. september 1827, Velike Poljane – 23. junij 1882, Eagle Harbor, Michigan, ZDA), pisatelj, duhovnik, misijonar
- Anton Burgar (1883 – 1968), klasični filolog, profesor, šolnik, Gregorčičev biograf
- Ignacij Burgar (18. oktober 1874, Ribnica – 5. februar 1905, Pueblo, Kolorado, ZDA), pisatelj, duhovnik
- Ivan Gornik (7. julij 1845, Hrovača – 18. marec 1889, Celovec), literarni kritik
- Franc Jaklič (14. avgust 1892, Sv. Gregor – 8. december 1967, Milwaukee, ZDA), pisatelj
- Peter Kozina (19. junij 1876, Dolenja vas – 21. februar 1930, Ljubljana), gospodarstvenik, ustanovitelj tovarne čevljev Peko v Tržiču
- Peter Kozler (16. februar 1824, Kočevska Reka – 16. april 1879, Ljubljana), pravnik, geograf, politik. Osnovno šolo je obiskoval pri Sv. Gregorju. Veliko je pisal in svoje članke objavljal v Novicah pod psevdonimom P. Slemenski. Psevdonim si je nadel po gorskem slemenu, na katerem se nahaja naselje Sv. Gregor.
- Janez Evangelist Krek (27. november 1865, Sv. Gregor, Ribnica – 8. oktober 1917, Šentjanž pri Sevnici), sociolog, politik, časnikar, pisatelj. V Ribnici je deloval kot kaplan.
- Anton Lesar (14. januar 1824, Sušje – 31. avgust 1873, Ljubljana), duhovnik, prevajalec.
- Ivan Lovrenčič (22. februar 1878, Zamostec – 1. december 1952, Sodražica), pravnik, lovski organizator. V ribniškem parku kulturnikov stoji njegov kip.
- Ignacij Merhar (1856, Prigorica – 17. september 1944, Prigorica), organizator slovenskega gasilstva
- Janez Oražem (15. avgust 1889, Goriča vas – 1. december 1965, Ribnica), zdravnik. Dolga leta je opravljal poklic zdravnika v Ribnici in okoliških krajih. Med drugo svetovno vojno sta s Franjo Bidovec Bojc v ribniškem gradu vodila civilno in partizansko bolnico. Po njem se danes imenuje ribniški zdravstveni dom.
- Jože Plečnik (23. januar 1872, Ljubljana – 7. januar 1957, Ljubljana), arhitekt. Izdelal je načrt za zvonike ribniške cerkve.
- Janez Podboj (17. december 1848, Ribnica – 6. februar 1910, Kandija pri Novem mestu), pisatelj, duhovnik. Zapisal je ribniško himno Vre, vre, vre.
- France Prešeren (3. december 1800, Vrba na Gorenjskem – 8. februar 1849, Kranj), slovenski pesnik in pravnik. Od leta 1810 do 1812 je obiskoval ljudsko šolo v Ribnici in bil za svoj odličen uspeh vpisan v zlato knjigo odličnjakov. Po njem se danes imenuje osnovna šola v Ribnici.
- Ivan Prijatelj (23. december 1875, Vinice – 23. maj 1937, Ljubljana), literarni zgodovinar, esejist, prevajalec. V Ribnici se v parku kulturnikov nahaja njegov spomenik.
- Peter Prijatelj (10. junij 1844, Ribnica – 18. avgust 1871, Trebnje), slikar
- Janez Pucelj (28. avgust 1890, Gorenja vas pri Ribnici – 12. oktober 1964, Ljubljana), duhovnik, pesnik in pisatelj. Svoje pesmi in
- Engelbert Rakovec (2.november 1873, Poljčane – 4. maj 1961, Ribnica), duhovnik, jezikoslovec. V Ribnici je deloval kot kaplan.
- Karel Dragotin Rudež (2. julij 1833, Ribnica – 21. januar 1885, Šentjernej), politik.
- Jože Rus (20. marec 1883, Ribnica – 25. marec 1945, Buchenwald, Nemčija), geograf, zgodovinar. Pisal je o Ribničanih ter o suhorobarski tradiciji. Pobudnik ustanovitve ribniškega planinskega društva.
- Anton Skubic (24. marec 1876, Pance – 5. januar 1940, Ribnica), socialni delavec, zgodovinar, duhovnik. Zavzemal se je za razvoj šolstva in gospodarstva v Ribnici. Vodil je ribniško hranilnico in posojilnico. Ukvarjal se je z zgodovino ribniškega kraja, pisal je o Prešernovem šolanju v Ribnici, o Trubarju, o naseljevanju Nemcev na Kočevsko ter o zgodovini ribniške župnije. Pomemben prispevek k raziskovanju ribniške zgodovine je njegova knjiga Zgodovina Ribnice in ribniške pokrajine.
- Matija Smolej (8. februar 1829 – 15. julij 1871), duhovnik, nabožni pisatelj. V Ribnici služboval kot kaplan.
- Jakob Šilc (9. julij 1886, Velike Poljane pri Ribnici – 2. december 1961, Ljubljana), literarni kritik. Veliko je pisal o obdobju slovenske moderne, njenem razvoju in ustvarjalcih.
- Stanislav Škrabec (7. januar 1844, Hrovača – 6. oktober 1918, Ljubljana), duhovnik, jezikoslovec. Napisal je več razprav, v katerih se je ukvarjal s slovenskim jezikom, njegovo zgodovino, razvojem, fonetiko, skladnjo itd. Danes deluje Ustanova patra Stanislava Škrabca, ki podeljuje štipendije študentom za posebne dosežke na področju jezikoslovja. V Hrovači je njegova rojstna hiša preurejena v muzej ter prostor, kjer se odvijajo kulturni dogodki.
- Matej Šmalc (12. september 1888, Ribnica – 27. maj 1960, Ljubljana), prevajalec, esejist, literarni kritik, jezikoslovec.
- Ivan Šušteršič (29. maj 1863, Ribnica – 7. oktober 1925, Ljubljana), odvetnik in politik
- Franc Trdan (11. december 1883, Sušje – 12. avgust 1941, Ljubljana), zgodovinar, duhovnik
- Janko Trošt (20. januar 1894, Postojna – 20. avgust 1975, Ljubljana), učitelj, narodopisec, topograf, muzealec, lutkar. Bil je učitelj in ravnatelj ribniške meščanske šole. Ustanovil je ribniški muzej. Zapisoval je zgodbe o Ribnici in njenih prebivalcih, ki so izšle v publikaciji O Ribnici in Ribničanih.
- Franc Višnikar (23. februar 1848, Brezovo – 5. februar 1914, Ljubljana), pravnik. V Ribnici je od leta 1896 opravljal delo sodnega svetnika, od leta 1907 do leta 1910 pa delo višjega sodnega svetnika. Leta 1887 je bil izvoljen v deželni zbor kot zastopnik okraja Kočevje in Ribnica. Skupaj s Francem Erhovicem leta 1888 v Ribnici ustanovi posojilnico.
- Fran Zbašnik (1. oktober 1855, Dolenja vas – 2. februar 1935, Ljubljana), pisatelj, urednik. Pisal je kratke pripovedi, povesti, novele in romane pa tudi gledališke in literarne kritike. Od leta 1903 do 1909 je opravljal delo urednika pri Ljubljanskem zvonu.
- France Zbašnik (19. november 1897, Dolenja vas – 15. junij 1918, Trentino, Italija), pesnik. Nečak Frana Zbašnika. Umrl leta 1918 na tirolski fronti. Leta 1922 posthumno izide zbirka njegovih pesmi Drobne pesmi. Po njem se danes imenuje kulturno in umetniško društvo v Dolenji vasi (KUD Franceta Zbašnika).
- Ivo Zobec (11. marec 1897, Prigorica – 5. december 1990, Maribor), šolnik

## 20., 21. stol.
- Bojan Adamič (9. avgust 1912, Ribnica – 3. november 1995, Ljubljana), skladatelj, dirigent
- Ivan Andoljšek (18. september 1909, Hrovača – 24. september 1992, Ljubljana), pedagog. Prizadeval si je za obnovo rojstne hiše patra Stanislava Škrabca in za poimenovanje ulice po njem.
- Vojko Arko (19. avgust 1920, Ribnica – 9. marec 2000, Bariloče, Argentina), pravnik, pisatelj in alpinist
- Anica Benčina (?, Ribnica), nekdanja ravnateljica OŠ dr. Franceta Prešerna Ribnica, predsednica Nove Slovenije
- Žiga Bižal, kantavtor. V svojih pesmih upodablja pripovedi iz Ribniške doline. Poje v ribniškem narečju.
- Franja Bojc Bidovec (26. november 1913, Nemška vas, Ribnica – 26. november 1985, Ljubljana), slovenska partizanska zdravnica
- Ferdinand Chesarek (18. februar 1914, Calumet, ZDA – 20. november 1993, Nashville, Tennessee, ZDA), ameriški general. Njegov oče Joseph Češarek se je rodil v Ribnici leta 1889 in se kasneje preselil v ZDA.
- Lucija Čirović (1972, Ljubljana), komičarka, igralka
- France Dejak (20. september 1925, Dolenji Lazi pri Ribnici – 1. junij 2003, Cleveland, ZDA), domobranec in pričevalec iz Kočevskega Roga
- Janez Debeljak (18. november 1932, Velike Lašče – 8. maj 2005, Ljubljana), učitelj slovenščine, publicist. Na Osnovni šoli dr. Franceta Prešerna v Ribnici je poučeval slovenščino od leta 1967 do upokojitve, leta 1997. Bil je aktiven na družbenem in kulturnem področju.
- Andrej Grebenc (26.marec 1949), dr. znanosti, profesor Sacred Heart University (ZDA), študentska Prešernova nagrada 1972. Višji svetovalec v Evropski komisiji, Bruselj, računalniški strokovnjak.
- Jan Grebenc (18. avgust 1992), rokometaš
- Jure Henigman (22. januar 1985), igralec. Prejemnik Borštnikove nagrade za mladega igralca ali igralko.
- Nik Henigman (4. december 1995), rokometaš
- Stane Jarm (31. oktober 1931, Osilnica – 1. oktober 2011, Kočevje), kipar, učitelj. Nekaj njegovih del je razstavljenih v Ribnici: Jezus na križu pred cerkvijo Sv. Štefana, Žalujoče matere, pevski zbor in obešenec v parku kulturnikov.
- Samo Jeranko, plavalec, potapljač. Svetovni podprvak v prostem potapljanju.
- Maša Kljun (?, Ribnica), TV voditeljica
- Bernarda Kogovšek (7. september 1949, Idrija), profesorica glasbe. Od leta 1994 do leta 2007 je opravljala funkcijo ravnateljice Glasbene šole Ribnica. Leta 1974 ustanovila ženski nonet Vitra, ki pod njenim vodstvom še vedno deluje.
- Branko Kozina, (1959, Hrovača), arhivist, zgodovinar
- Zmaga Kumer (24. april 1924, Ribnica – 27. december 2008, Gornji Grad), slavistka, muzikologinja. Leta 1968 je izšlo njeno delo Ljudska glasba med rešetarji in lončarji v Ribniški dolini, v katerem je avtorica zbrala ribniške ljudske pesmi.
- Beno Lapajne (1973), rokometaš. Bil je član srebrne reprezentance na Evropskem prvenstvu v Sloveniji leta 2004 in nosilec slovenske zastave na otvoritvi Poletnih olimpijskih iger v Atenah leta 2004.
- Dušan Lavrič (17. maj 1925, Ljubljana – 12. februar 2003, Ribnica), profesor zgodovine
- Vesna Lavrič (6. november 1927, Ljubljana – oktober, 2006, Ribnica), učiteljica
- Nuša Lesar (1987), voditeljica, novinarka
- Franc Lovšin, pevec narodnozabavne glasbe. Pel je pri ansamblu Franca Miheliča.
- Anton Majnik (25. april 1905, Tolmin – 21. november 1943, Ribnica), učitelj, član organizacije TIGR. V Ribnici je opravljal poklic učitelja, vodil je ribniško pihalno godbo in sodeloval v pevskem zboru ter dramskem odseku. V Ribnici je njegova spominska plošča.
- Miha Mate (6. avgust 1942, Goriča vas – 17. oktober 2006, Ljubljana), pisatelj, prevajalec, kritik, esejist, urednik. Pisal je za otroke, mladino in odrasle. V svojih delih Smeh in solze moje doline ter Široka usta: vesele in pikre Ribničana Urbana je na humoren način upodobil življenja ljudi iz Ribniške doline, predvsem suhorobarjev in krošnjarjev.
- Teja Merhar (1994), skladateljica. Napisala je priredbo ribniške ljudske pesmi Ne bom ga uzela in uglasbila pesmi Franca Zbašnika.
- Franc Mihelič (3. marec 1949), pevec in glasbenik, ustanovitelj ansambla Franca Miheliča
- France Mihelič (1907–1998), slikar, grafik in ilustrator
- Milan Mihelič (1925), arhitekt
- Metod Mikuž (1909–1982), teolog in zgodovinar
- Albina Novak (5. november 1900, Ribnica – 6. april 1971, Chicago), slovenska urednica in društvena delavka. Bila je urednica mesečnika Zarja.
- Ivanka Škrabec Novak (1915, Hrovača – 1942, Zamostec), učiteljica. Njen oče je bil nečak patra Stanislava Škrabca. Ivana Novak je umrla nasilne smrti v 6. mesecu nosečnosti. Znano je njeno pismo, ki ga je napisala svojemu nerojenemu otroku.
- Jože Petek (1912–1945), fotoreporter
- Tone Petek (13. oktober 1922, Ribnica – 5. december 2004, Ribnica), učitelj zgodovine, kulturni delavec. Zbiral, zapisoval, fotografiral in dokumentiral je gradivo o Ribniški dolini.
- Janez Pucelj (?, Ribnica), izseljenski duhovnik. Je predstavnik za slovensko pastoralo pri nemški škofovski konferenci in predsednik  Zveze slovenskih izseljenskih duhovnikov, diakonov in pastoralnih sodelavcev v Evropi.
- Marjana Starc, učiteljica slovenščine. Uredila je literarno zapuščino Janka Trošta.
- Nina Šenk, (1982–), skladateljica.
- Majda Šilc (17. marec 1923, Kržeti – 14. julij 1944, Novo mesto), partizanka in narodna herojinja. Obiskovala je ribniško meščansko šolo. Po njej je poimenovan ribniški vrtec, pred katerim stoji njen doprsni kip. Njeno ime je vpisano tudi na spomeniku v parku kulturnikov v Ribnici.
- Janez Škrabec (1963), podjetnik, mecen. Ustanovil je podjetje Riko in Riko hiše. Je so-ustanovitelj Ustanove patra Stanislava Škrabca in velik podpornik kulture, umetnosti, znanosti in izobraževanja.
- Jože Tanko (1956), politik
- Tomaž Tomšič (1972), rokometaš, profesionalni trener rokometa. Bil je član srebrne reprezentance na Evropskem prvenstvu v Sloveniji leta 2004.
- Aljaž Vesel, pevec klasične glasbe
- Božidar Voljč (3. januar 1939, Krško), zdravnik, ribiški pisatelj. Bil je zdravnik in vodja ribniškega zdravstvenega doma.
- Danilo Zelen (9. julij 1907, Senožeče – 13. maj 1941, Ribnica), pripadnik tajne organizacije TIGR. V ilegali se je leta 1941 umaknil na Malo goro pri Ribnici, kjer je umrl v spopadu s karabinjerji.
- Erika Žnidaršič, TV voditeljica